# Gare d'Edmundston (Canadien National)
Cet article concerne la gare du Canadien Pacifique. Pour l'autre gare, voir Gare d'Edmundston (Canadien Pacifique).
La gare du Canadien National à Edmundston, au Nouveau-Brunswick, est une gare patrimoniale. Elle est située au bord du fleuve Saint-Jean, en face du pont menant aux États-Unis. Elle n'est plus en service.